# Книга на Неемия
„Книга на Неемия“ е библейска книга, част от раздела „Кетувим“ на еврейския „Танах“ и една от историческите книги на християнския Стар завет.
В православния канон „Книга на Неемия“ е поставена между „Първа книга на Ездра“ и „Втора книга на Ездра“. В юдаизма е обединена с „Първа книга на Ездра“ в обща „Книга Ездра-Неемия“.
Смята се, че книгата е съставена в Палестина през IV век пр. Хр., като традиционно авторството ѝ се приписва на живелия век преди това Неемия, евреин, който е и висш персийски чиновник и организира възстановяването на стените на Йерусалим и преосвещаването на града.